# Leslie Orgel
Leslie Eleazer Orgel (ur. 12 stycznia 1927 w Londynie; zm. 27 października 2007 w San Diego) – brytyjski biochemik, znany z teorii dotyczącej DNA oraz z diagramów nazwanych jego imieniem.

## Życiorys
Orgel urodził się w Londynie i studiował chemię na University of Oxford. Tytuł B.A. uzyskał w roku 1949. W roku później został pracownikiem naukowym tamtejszego uniwersytetu, natomiast w 1951 uzyskał stopień Ph.D. z chemii. Następnie kontynuował swoje studia z zakresu chemii nieorganicznej w California Institute of Technology i University of Chicago. Wraz z Sydneyem Brennerem, Dorothy Crowfoot Hodgkin i kilkoma innymi naukowcami był jednym z pierwszych osób którzy zobaczyli model DNA.
W 1955 roku rozpoczął pracę na University of Cambridge, gdzie zajmował się badaniami metali przejściowych. Efektem tej pracy była publikacja z 1960 roku Transition Metal Chemistry: Ligand Field Theory. W 1964 roku zaczął pracować w Salk Institute na University of California w San Diego. Skupił się tam na badaniach z dziedziny astrobiologii. Był członkiem grupy, która zaprojektowała również chromatograf gazowy i spektrometr masowy, które potem zostały zabrane na Marsa, w misji Viking.
Zmarł w hospicjum w San Diego, wskutek choroby nowotworowej.

## Publikacje
- An Introduction to Transition-Metal Chemistry. The Ligand Field Theory (1961)
- The Origins of Life: Molecules and Natural Selection (1973)
- The Origins of Life on the Earth (1974)

## Członkostwa
- Royal Society
- National Academy of Sciences
- 1985 – American Academy of Arts and Sciences[1]